# 筑紫廣門
筑紫廣門（1556年—1623年5月22日）是日本戰國時代至江戶時代初期武將、大名。筑後國上妻郡的國人領主。肥前國勝尾城城主。父親是筑紫惟門。以優秀的臨機應變之才能，在大友氏、龍造寺氏兩大勢力的夾縫中艱辛的保有領地於北九州肥前，因而被稱為「肥前的悍馬」。

## 生平
在弘治2年（1556年）出生，家中長男。父親惟門向大友氏降伏，在不久後死去（一說是自殺），於是繼承家督。在耳川之戰後聯合龍造寺隆信、秋月種實、原田隆種、宗像氏貞等肥前、筑前勢力反抗大友氏，爭戰連年。
不過在天正14年（1586年）把女兒嫁給大友家家臣高橋紹運的次男高橋統增（立花直次），於是再次回到大友氏之下。因此，在同年的岩屋城之戰中投向大友氏，領地被島津氏進攻並奪去，此時在肥前鷹取城攻防戰中，弟弟晴門（右衛門大夫）在大手口戰死，之後兒子春門（左衛門丞）亦在筑前高鳥居城與島津方的川上忠堅單挑，最後被殺，而自身亦被島津軍捕獲，被幽閉在筑後上善寺。翌年（1587年），豐臣秀吉開始九州平定，在島津軍撤退後逃出，並集結家臣奪回舊領。因為此功，被賜予筑後國上妻郡1萬8千石所領。
文祿元年（1592年），參加文祿慶長之役，在小早川隆景配下的部隊中奮戰。慶長5年（1600年），在關原之戰中以繼承人筑紫主水正廣門投向西軍，進攻京極高次守備的大津城。西軍主力在關原戰敗後，筑紫廣門雖然表態自己是東軍立場於筑後的領地籠城，不同於支持西軍的繼承人之筑紫主水正攻打大津城，但仍被德川家康改易。此後剃髮並自號夢庵，投靠黑田長政和加藤清正，在加藤家被改易後，投靠細川氏。在元和9年4月23日（1623年5月22日）死去。享年67歲。
死後，繼承人筑紫主水正廣門因為在大坂之陣的戰功，於寬永4年（1627年）被賜予3千石所領，子孫以3千石旗本的身份存續。

## 逸話
- 在敗於島津軍並被幽閉之際，作下的和歌，被人們嘲笑「以前是廣門，現今是狹門」（昔は広門、今は狭門），不過最後亦能取回舊領。